# Montouhotep (vizir)
Pour les articles homonymes, voir Montouhotep.
Montouhotep est directeur des choses scellées et vizir sous le règne de Sésostris Ier. Sa tombe avec deux sarcophages a été retrouvée dans la nécropole de Licht. Sur ses statues découvertes à Karnak et dans sa tombe, Montouhotep est toujours qualifié de directeur des choses scellées. Sur sa stèle conservée au musée du Caire, il porte également le titre de vizir. Sa mère est Asenka. Il succède à Sobekhotep au poste de trésorier du roi.